# Agustín Carstens

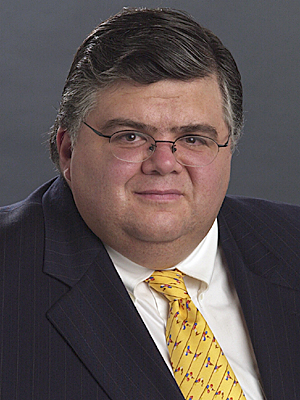
Agustín Carstens

Agustín Guillermo Carstens Carstens (Mexico-Stad, 9 juni 1958) is een Mexicaans politicus en econoom.
Carstens studeerde economie aan het Autonoom Technologisch Instituut van Mexico (ITAM). Nadat hij een tijd bij de Banco de México had gewerkt zette hij zijn studie voort en haalde in 1985 zijn doctorstitel aan de Universiteit van Chicago.
In 1999 en 2000 was hij betrokken bij het Internationaal Monetair Fonds (IMF) en vertegenwoordigde daar Mexico en  Spanje, Centraal-Amerika en Venezuela.
Hij keerde terug naar Mexico waar hij staatssecretaris van Financiën werd. Deze positie hield hij tot 2003. Van 2003 tot 2006 was hij weer betrokken bij het IMF als Deputy Managing Director. Op 1 december 2006 benoemde Felipe Calderón hem tot minister van Financiën. Hij had van maart 2007 tot oktober 2009 nevenfuncties bij het IMF en de Wereldbank. Hij trad in december 2009 af om gouverneur van de Banco de México te worden. Zijn benoeming voor zes jaar liep tot 31 december 2015. In januari 2011 werd hij benoemd als bestuurder bij de Bank voor Internationale Betalingen.
Hij ontving van diverse financiële bladen, waaronder Euromoney, The Banker en Latin Finance, de titel van beste centrale bank directeur van het jaar.
Op 1 december 2016 kondigde hij zijn vroegtijdige vertrek aan als gouverneur. Hij had tot 2021 aan kunnen blijven, maar in december 2017 ging hij aan de slag als directeur bij de Bank voor Internationale Betalingen in Bazel.